# Fatima Abissalowna Jelojewa
Fatima Abissalowna Jelojewa (russisch Фатима Абисаловна Елоева; * 31. Januar 1959 in Leningrad) ist eine sowjetische bzw. russische Neogräzistin und Hochschullehrerin ossetischer Herkunft.

## Leben
Jelojewa begann 1976 das Studium an der Universität Leningrad in der Albanischen Abteilung  der Philologischen Fakultät, das sie 1981 mit Auszeichnung abschloss. Am Ende der anschließenden Aspirantur bei Agnija Desnizkaja verteidigte sie 1985 ihre Kandidat-Dissertation über den landschaftlichen Wortschatz der Neugriechischen Sprache in regional-historischer Hinsicht mit Erfolg für die Promotion zur Kandidatin der philologischen Wissenschaften.
Darauf blieb Jelojewa an der Universität Leningrad und lehrte und forschte dort. Sie gründete 1984 die Abteilung für Neugriechische Philologie, die dann die Abteilung für Byzantinische und Neugriechische Philologie der Philologischen Fakultät der Universität St. Petersburg wurde. Ab 1988 war sie Professorin des Lehrstuhls für Allgemeine Sprachwissenschaft. Neben den zalkischen und pontinischen griechischen Dialekten untersuchte sie Dialekte des Albanischen, des Romani, des Jiddischen, des Adygeischen, des Türkischen und des Ossetischen. Sie verteidigte 1997 ihre Doktor-Dissertation über den Pontischen Dialekt anhand von Materialien der griechischen schriftlosen Subdialekte in Georgien und der Region Krasnodar mit Erfolg für die Promotion zur Doktorin der philologischen Wissenschaften.
Von 2019 bis 2023 forschte Jelojewa im Institut für Linguistische Studien der Russischen Akademie der Wissenschaften in St. Petersburg. Daneben lehrte sie 2019–2021 als Professorin des Lehrstuhls für Klassische Philologie an der Universität Vilnius und 2021 an der Staatlichen Pädagogischen Herzen-Universität St. Petersburg.
Jelojewa ist mit dem Physiker Antanas Čenys verheiratet und hat zwei Kinder.

## Ehrungen, Preise
- Ehrenkulturbotschafterin Griechenlands (2007, ernannt vom Bürgermeister von Athen)
- Kommandeurskreuz des Phönix-Ordens Griechenlands (2008, verliehen vom Präsidenten Karolos Papoulias)
- Ehrenprofessorin der Demokrit-Universität Thrakien (2016)[6]